# Nähberg
Nähberg ist ein mit Verordnung des Regierungspräsidiums Tübingen vom 30. Juni 1989 ausgewiesenes Naturschutzgebiet mit der Nummer 4.160.

## Lage
Das Naturschutzgebiet befindet sich im Naturraum Mittlere Kuppenalb und liegt etwa 1500 Meter südwestlich von Ringingen. Das Gebiet ist Teil des FFH-Gebiets Nr. 7620-311 Reichenbach und Killertal zwischen Hechingen und Burladingen und es ist vollständig umgeben vom Landschaftsschutzgebiet Nr. 4.17.048 Oberes Starzeltal und Zollerberg. Der 876 m hohe Nähberg im Schutzgebiet darf nicht verwechselt werden mit dem 877,5 m hohen Nähberg, der unmittelbar südöstlich von Ringingen liegt und auf dem sich die Ruine Hohenringingen befindet. 

## Schutzzweck
Laut Verordnung ist der Schutzzweck die Erhaltung, Pflege und Weiterentwicklung einer für die Landschaft der Schwäbischen Alb typischen Bergkuppe. Insbesondere geschützt werden sollen die hinsichtlich Tier‑ und Pflanzenwelt hochwertige, das Landschaftsbild prägende Wacholderheide sowie die daran angrenzenden Waldflächen mit ihrer ebenfalls reichhaltigen und zum Teil gefährdeten Pflanzenwelt.

## Flora und Fauna
Die Artenvielfalt des Schutzgebiets zeigt sich in den bislang hier gefundenen 187 Pflanzen- und 87 Tierarten. An auffälligen Blütenpflanzen finden sich u. a. Orchideen und Enziane. Im Gebiet brüten selten gewordene Vogelarten wie Wachtel und Sperber.